# Scorțeni (okręg Bacău)
Scorțeni – wieś w Rumunii, w okręgu Bacău, w gminie Scorțeni. W 2011 roku liczyła 1286 mieszkańców.